# Nhan Chi Thôi
Nhan Chi Thôi (chữ Hán: 顏之推; 531-591), là một nhà văn, nhà thư pháp, họa sĩ, nhà soạn nhạc người Trung Quốc thời Nam Bắc triều.

## Tiểu sử
Nhan Chi Thôi sinh tại Lang Gia, Lâm Nghi, Sơn Đông. Ông làm quan cho bốn triều đại là: nhà Lương ở miền nam Trung Quốc, nhà Bắc Tề, nhà Bắc Chu ở miền bắc Trung Quốc và sau này làm quan cho triều đại đã thống nhất Trung Quốc là nhà Tùy. Ông là người ủng hộ Phật giáo tại Trung Quốc, mặc dù gặp nhiều phê phán từ những người đương thời theo Khổng giáo. Ông cũng là người đầu tiên đề cập tới giấy vệ sinh.
Nhan Chi Thôi cống hiến cho kho tàng văn hóa Trung Hoa cuốn sách Nhan thị gia huấn (顏氏家訓) gồm 26 chương nói về cung cách giáo dục trong gia đình.

## Khái niệm chủ yếu
1. "Nhất ngôn nhất hành" (Một lời, một hành vi) - Trong sách Nhan thị gia huấn, chương Mộ Hiền Nhan Chi Thôi viết: Phàm hữu nhất ngôn nhất hành, thủ ư nhân giả, giai hiển xưng chi (凡有一言一行、取於人者、皆顯稱之、不可竊人之美), nghĩa là "Hèn chỉ cố một chút ngôn hành, mà ai lấy ngôn hành ấy của người ta, thì mọi người biết được rõ rệt".
2. "Nhất điểm nhất họa" (Một chấm, một vẽ) - Trong sách Nhan thị gia huấn, chương Thư Chứng, Nhan Chi Thôi viết: Minh minh bất tri nhất điểm nhất họa, hữu hà ý yên (冥冥不知一点一画、有何意焉), nghĩa là "Mờ mờ không biết một chấm, một vẽ; sao được có ý nghĩa gì?".